# Pavel Medvešček
Pavel Medvešček, slovenski pisatelj, publicist, grafik, slikar, zbiralec ljudskega izročila * 8. avgust 1933, Anhovo, † 22. oktober 2020.

## Življenje
Rodil se je leta 1933 v Anhovem. Do leta 1941 je živel v Mariboru. Po končani osnovni šoli v domačem kraju in nižji gimnaziji v Šempetru pri Gorici se je leta 1949 vpisal na Šolo za umetno obrt, Oddelek za uporabno grafiko v Ljubljani, kjer je leta 1955 tudi diplomiral. Kot pedagog je bil strokovni učitelj risanja na osemletkah v Vipavi, v Kojskem in na osnovni šoli v Desklah. V letih 1960-61 je obiskoval dva semestra Pedagoške akademije v Ljubljani. Istega leta se je kot konservator za ljudsko dediščino zaposlil na Zavodu za spomeniško varstvo Gorica. Od leta 1967 dalje je svoboden umetnik, ki se tudi aktivno ukvarja z uporabno grafiko (knjižna oprema, plakati, prospekti itd.) in slikarstvom.

## Delo
Za svoje ustvarjanje je prejel več nagrad, med katerimi sta najpomembnejši Bevkova nagrada, ki mu jo je za življenjsko delo leta 1988 podelila skupščina občine Nova Gorica in folkloristična Štrekljeva nagrada (2015).
Kot publicist, poznavalec in zapisovalec ljudske dediščine je objavil več člankov in monografskih publikacij. Za periodični tisk (Primorska srečanja, Goriški letnik, Etnolog) je prispeval veliko število strokovnih člankov, objavil pa je tudi pet knjig: zbirko pravljic Na rdečem oblaku vinograd rase (1990), knjigo o čarnih in svetih znamenjih na Primorskem Skrivnost in svetost kamna (1992), knjigo zgodb s podgorskega Krasa in Čičarije Štrped (1997), Obrusnice (1998) in Let v lunino senco (2005), po kateri je RTV Slovenija posnela dva dokumentarna filma: Med hribi kačjih glav (2004) in Jelenk - sveta gora starovercev (2008).
Opremil, oblikoval ali ilustriral je tudi več knjig, časopisov in revij, med drugim tudi pesniško zbirko svoje matere Pavle Medvešček Kamnite misli (1988).

### Proza
- Skrivnost in svetost kamna, Založništvo tržaškega tiska, Trst, 1992 (COBISS)
- Obrusnice, Jutro, Ljubljana, 1998 (COBISS)
- Let v lunino senco, Taura, Nova Gorica, 2006 (COBISS)
- Iz nevidne strani neba, ZRC-SAZU, Ljubljana, 2015 (COBISS)

### Ljudsko slovstvo
- Na rdečem oblaku vinograd rase, Kmečki glas, Ljubljana, 1990 (COBISS)
- Štrped, Studio RO, Založništvo Humar, Bilje, 1997 (COBISS)

### Krajši spisi in črtice
- Pozabljeni pustni običaji med Sočo in Idrijo  v Goriški letnik 1980 (COBISS)
- Osvatina - poganski ogenj v Etnolog 1992 (COBISS)
- Možjeta : fantovski rant (obred) v Primorska srečanja 1995 (COBISS)
- Gluhovrhunski nabirki v Briški zbornik 1999 (COBISS)
- Ko fige zorijo, fantom tiči kar naprej stojijo v Mladina 2000 (COBISS)
- Prvine ljudskega oblikovanja na Primorskem : vejnik v Goriški letnik 2001 (COBISS)
- Oprek : pokrivalo za žensko desno roko v Goriški letnik 2003 (COBISS)
- Igre in igrače na Banjški planoti v Folklornik 2007 (COBISS)

### Ilustracije
- Na rdečem oblaku vinograd rase 1990 (COBISS)
- Na Klužcah tice strašijo 1997 (COBISS)
- Kamnite misli 1998 (COBISS)
- Pustovanja na Goriškem 2002 (COBISS)